# Sugoi Uriarte Marcos
Sugoi Uriarte Marcos (Vitòria, 14 de maig de 1984) és un esportista que competeix en judo, en la categoria de –66 kg.
Va participar en els Jocs Olímpics de Londres 2012, quedant en cinquè lloc. Va guanyar una medalla de plata en el Campionat Mundial de Judo de 2009 i una medalla d'or en el Campionat Europeu de Judo de 2010. És la parella de la també judoka valenciana Laura Gómez

## Palmarès internacional
| Campionat Mundial | Campionat Mundial                       | Campionat Mundial | Campionat Mundial |
| Any               | Lloc                                    | Medalla           | Categoria         |
| ----------------- | --------------------------------------- | ----------------- | ----------------- |
| 2009              | Rotterdam (Països Baixos) Països Baixos | 2                 | –66 kg            |
| Campionat Europeu |                                         |                   |                   |
| Any               | Lloc                                    | Medalla           | Categoria         |
| 2010              | Viena ( Àustria) Àustria                | 1                 | –66 kg            |